# Sojoez 23
Sojoez 23 (Russisch: Союз-23, "Unie 23") was een Russische bemande ruimtevlucht uit het midden van de jaren 70. Doel van deze vlucht was een koppeling met ruimtestation Saljoet 5, deze missie is mislukt door een probleem met het automatisch naderingssysteem. De kosmonauten keerden voortijdig naar de Aarde terug, toen een koppeling onmogelijk bleek.

## Verloop van de missie

### Lancering
Sojoez 23 verliet het lanceerplatform op 14 oktober 1976 boven op een Sojoez-draagraket vanaf Bajkonoer. Deze capsule had een gewicht van 6570 kg. Het vaartuig kwam in een omloopbaan met een hoogste punt van 275 km, een laagste punt van 243 km en een inclinatie van 51,59°. De benodigde tijd voor een omwenteling bedroeg 89,5 minuten. De commandant, luitenant-kolonel Vjatsjelav Zoedov, liet zich bijstaan door luitenant-kolonel Valeri Rozjdestvenski.

### Igla-systeem faalt tijdens koppelpoging

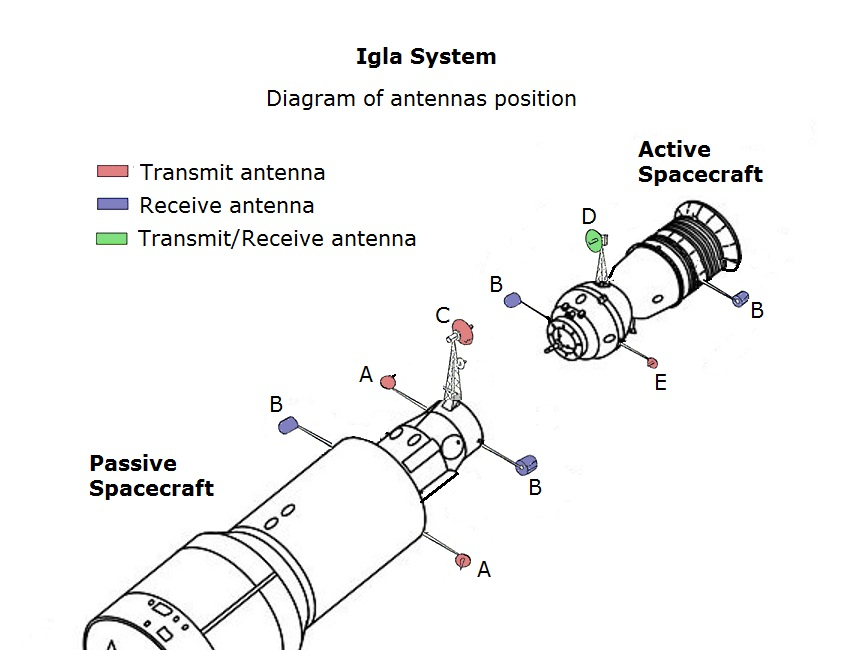
Ontwerp van het Igla-systeem

Om het station te naderen beschikte Sojoez 23 over de Igla, dit systeem was niet bepaald feilloos, collega's aan boord van Sojoez 8 en 15 hadden geen goede ervaringen met dit systeem.
Net als tijdens de missie van Sojoez 15 nam de Igla foutieve metingen op betreffende de relatieve snelheid tussen Saljoet 5 en Sojoez 23. Dit had als gevolg dat de Igla onnodig vaak de raketmotoren inschakelde. Tegen de tijd dat de kosmonauten de Igla uitschakelden was bijna alle brandstof verbruikt en bleef er onvoldoende over om een handmatige koppeling uit te voeren.
Als gevolg hiervan was er ook een probleem met de elektriciteitsvoorziening van de capsule. Deze versie van de Sojoez was niet uitgerust met zonnepanelen, maar beschikte over batterijen die slechts genoeg stroom leverden voor 2 à 2½ dag. De bemanning kon enkel nog maar zo zuinig mogelijk met elektriciteit omgaan, en zo snel mogelijk terugkeren naar de Aarde.

### Noodlanding
Op 16 oktober 1976 voerde Sojoez 23 een noodlanding uit. Ondanks de noodlanding verliep de landingsprocedure goed, echter wist de bemanning niet waar ze zouden landen. De capsule landde uiteindelijk in het Tengizmeer, op 195 km zuidwestelijk van het toenmalige Tselinograd in Kazachstan, en was hiermee de eerste sovjet-bemanning die een landing op het water uitvoerde. 

### Capsule onder het ijs
Het meer was bevroren, en de ijslaag brak. Vervolgens werd de parachute nat, die zich met water vulde en het ontsnappingsluik onder het wateroppervlak trok. In het ijskoude water koelde het interieur snel af, doordat de verwarmingssystemen niet meer functioneerden. De bergingsploegen waren door de weersomstandigheden niet in staat om de capsule te bereiken, waardoor de bemanningsleden een nacht onder water hebben moeten doorbrengen. Duikers bevestigden uiteindelijk een kabel aan het voertuig, waardoor de capsule aan de kant gesleept kon worden. De bemanningsleden waren onderkoeld, maar verder ongedeerd.
1 ·
2 ·
3 ·
4 ·
5 ·
6 ·
7 ·
8 ·
9 ·
10 ·
11 ·
12 ·
13 ·
14 ·
15 ·
16 ·
17 ·
18A ·
18 ·
19 ·
20 ·
21 ·
22 ·
23 ·
24 ·
25 ·
26 ·
27 ·
28 ·
29 ·
30 ·
31 ·
32 ·
33 ·
34 · 
35 ·
36 ·
37 ·
38 ·
39 ·
40

T-1 ·  
T-2 ·
T-3 ·
T-4 ·
T-5 · 
T-6 ·
T-7 · 
T-8 ·
T-9 · 
T-10-1 ·
T-10 · 
T-11 ·
T-12 · 
T-13 ·
T-14 · 
T-15